# Beella
Beella es un género de foraminífero planctónico de la subfamilia Globigerininae, de la familia Globigerinidae, de la superfamilia Globigerinoidea, del suborden Globigerinina y del orden Globigerinida. Su especie tipo es Globigerina digitata. Su rango cronoestratigráfico abarca desde el Tortoniense (Mioceno superior) hasta la Actualidad.

## Descripción
Beella incluye especies con conchas trocoespiraladas, de trocospira alta; sus cámaras son inicialmente globulares, después ovaladas alargadas radialmente y finalmente cilíndricas con terminación cónica; sus suturas intercamerales son incididas; su contorno ecuatorial es fuertemente lobulado a digitado; su periferia es redondeada a subaguda; el ombligo es moderamente amplio y abierto; su abertura principal es interiomarginal, umbilical (intraumbilical), con forma de arco muy amplio y bordeada por un labio; presentan pared calcítica hialina, macroperforada con poros en copa agrupados en rácimos, y superficie reticulada irregular y espinosa, con crestas interporales irregulares y bases de espinas.

## Ecología y Paleoecología
Beella incluye especies con un modo de vida planctónico, de distribución latitudinal tropical a templada, y habitantes pelágicos de aguas intermedias e profundas (medio mesopelágico a batipelágico superior).

## Clasificación
Beella incluye a las siguientes especies:
- Beella digitata
- Beella praedigitata

Otras especies consideradas en Beella son:
- Beella chathamensis
- Beella discors
- Beella guadalupensis
- Beella megastoma